# Tournoi d'ouverture du championnat du Mexique féminin de football 2021
Navigation
Saison précédente Saison suivante
Le Tournoi d'ouverture 2021 est la 9e édition du Championnat du Mexique féminin de football disputé au Mexique. Les Tigres UANL défendent leur titre.

## Équipes participantes
| Club              | Ville                        | État             | Stade                  | Capacité | Réf    |
| ----------------- | ---------------------------- | ---------------- | ---------------------- | -------- | ------ |
| Club América      | Mexico                       | État de Mexico   | Azteca                 | 81 070   | [ 1 ]  |
| Atlas FC          | Guadalajara                  | Jalisco          | Jalisco                | 55 020   | [ 2 ]  |
| Atlético San Luis | San Luis Potosí              | San Luis Potosí  | Alfonso-Lastras        | 25 709   | [ 3 ]  |
| Cruz Azul         | Ciudad Cooperativa Cruz Azul | État de Mexico   | 10 décembre            | 14 500   | [ 4 ]  |
| Guadalajara       | Zapopan                      | Jalisco          | Akron                  | 46 232   | [ 5 ]  |
| Juárez            | Ciudad Juárez                | Chihuahua        | Olímpico Benito Juárez | 19 703   | [ 6 ]  |
| León              | León                         | Guanajuato       | León                   | 31 297   | [ 7 ]  |
| Mazatlán (en)     | Mazatlán                     | Sinaloa          | Mazatlán               | 25 000   | [ 8 ]  |
| CF Monterrey      | Guadalupe                    | Nuevo León       | BBVA                   | 51 348   | [ 9 ]  |
| Necaxa (en)       | Aguascalientes               | Aguascalientes   | Victoria               | 23 851   | [ 10 ] |
| CF Pachuca        | Pachuca                      | Hidalgo          | Hidalgo                | 27 512   | [ 11 ] |
| Puebla (en)       | Puebla                       | Puebla           | Cuauhtémoc             | 47 417   | [ 12 ] |
| Querétaro         | Santiago de Querétaro        | Querétaro        | Corregidora            | 34 107   | [ 13 ] |
| Santos Laguna     | Torreón                      | Coahuila         | Corona                 | 29 237   | [ 14 ] |
| Tijuana           | Tijuana                      | Basse-Californie | Caliente               | 27 333   | [ 15 ] |
| Deportivo Toluca  | Toluca                       | État de Mexico   | Nemesio Díez           | 31 000   | [ 16 ] |
| Tigres UANL       | San Nicolás de los Garza     | Nuevo León       | Universitario          | 41 886   | [ 17 ] |
| UNAM              | Mexico                       | État de Mexico   | La Cantera             | 1 000    | [ 18 ] |

Localisation des clubs
| \| Mexico: América Cruz Azul UNAM Querétaro Atlas CD Guadalajara CF Monterrey Tigres UANL Pachuca Mazatlán (en) Toluca Santos Laguna I Mexico Puebla (en) Tijuana León Necaxa (en) Juárez Atlético San Luis \| |
| Mexico: América Cruz Azul UNAM Querétaro Atlas CD Guadalajara CF Monterrey Tigres UANL Pachuca Mazatlán (en) Toluca Santos Laguna I Mexico Puebla (en) Tijuana León Necaxa (en) Juárez Atlético San Luis       |

## Compétition
Le Tournoi Apertura se déroule de la même façon que les tournois saisonniers précédents :
- La phase de qualification : dix-sept journées de championnat.
- La phase finale : des matchs de classement et des confrontations aller-retour allant des quarts de finale à la finale.

### Phase de qualification
Lors de la phase de qualification les dix-huit équipes s'affrontent une fois selon un calendrier tiré aléatoirement. Les huit meilleures équipes sont qualifiées pour les quarts de finale.
Le classement est établi sur le barème de points classique (victoire à 3 points, match nul à 1, défaite à 0).
Le départage final se fait selon les critères suivants :
- Le nombre de points.
- La différence de buts générale.
- La différence de buts particulière.
- Le nombre de buts marqué à l'extérieur.
- Le tirage au sort.

| Rang | Équipe            | Pts | J  | G  | N | P  | Bp | Bc | Diff |
| ---- | ----------------- | --- | -- | -- | - | -- | -- | -- | ---- |
| 1    | Tigres UANL T     | 47  | 17 | 15 | 2 | 0  | 52 | 7  | +45  |
| 2    | CF Monterrey      | 44  | 17 | 14 | 2 | 1  | 45 | 10 | +35  |
| 3    | Atlas FC          | 36  | 17 | 11 | 3 | 3  | 30 | 16 | +14  |
| 4    | CD Guadalajara    | 33  | 17 | 10 | 3 | 4  | 35 | 17 | +18  |
| 5    | Club América      | 31  | 17 | 9  | 4 | 4  | 33 | 19 | +14  |
| 6    | Santos Laguna     | 30  | 17 | 9  | 3 | 5  | 37 | 26 | +11  |
| 7    | Tijuana           | 30  | 17 | 9  | 3 | 5  | 30 | 19 | +11  |
| 8    | Cruz Azul         | 24  | 17 | 7  | 3 | 7  | 15 | 28 | -13  |
| 9    | CF Pachuca        | 23  | 17 | 6  | 5 | 6  | 28 | 24 | +4   |
| 10   | UNAM              | 21  | 17 | 5  | 6 | 6  | 19 | 16 | +3   |
| 11   | Puebla (en)       | 18  | 17 | 5  | 3 | 9  | 18 | 30 | -12  |
| 12   | Deportivo Toluca  | 18  | 17 | 5  | 3 | 9  | 13 | 27 | -14  |
| 13   | Necaxa (en)       | 18  | 17 | 5  | 3 | 9  | 16 | 34 | -18  |
| 14   | Querétaro         | 16  | 17 | 4  | 4 | 9  | 19 | 23 | -4   |
| 15   | León              | 14  | 17 | 3  | 5 | 9  | 18 | 30 | -12  |
| 16   | Atlético San Luis | 13  | 17 | 2  | 7 | 8  | 14 | 32 | -18  |
| 17   | Mazatlán (en)     | 6   | 17 | 1  | 3 | 13 | 6  | 40 | -34  |
| 18   | Juárez            | 5   | 17 | 1  | 2 | 14 | 11 | 41 | -30  |

| Légende : Qualifications et relégations | Légende : Qualifications et relégations |
| --------------------------------------- | --------------------------------------- |
|                                         | Qualification pour la Liguilla          |
|                                         | T Tenant du titre                       |

### LaLiguilla
Les huit équipes qualifiées sont réparties dans le tableau final d'après leur classement général. L'équipe la moins bien classée accueille lors du match aller et la meilleure lors du match retour.
Les équipes sont réparties de la façon suivante :
- La 1re contre la 8e.
- La 2e contre la 7e.
- La 3e contre la 6e.
- La 4e contre la 5e.

En cas d'égalité, les équipes sont départagées selon le nombre de buts inscrits à l'extérieur.
|  | Quarts de finale     | Quarts de finale     | Quarts de finale       | Quarts de finale     |              |              | Demi-finales           | Demi-finales           | Demi-finales           | Demi-finales           |  |  | Finale                 | Finale                 | Finale                 | Finale                 |
|  |                      |                      |                        |                      |              |              |                        |                        |                        |                        |  |  |                        |                        |                        |                        |
|  | 3 et 7 décembre 2021 | 3 et 7 décembre 2021 | 3 et 7 décembre 2021   | 3 et 7 décembre 2021 |              |              | 11 et 14 décembre 2021 | 11 et 14 décembre 2021 | 11 et 14 décembre 2021 | 11 et 14 décembre 2021 |  |  | 17 et 21 décembre 2021 | 17 et 21 décembre 2021 | 17 et 21 décembre 2021 | 17 et 21 décembre 2021 |
|  | 3 et 7 décembre 2021 | 3 et 7 décembre 2021 | 3 et 7 décembre 2021   | 3 et 7 décembre 2021 |              |              | 11 et 14 décembre 2021 | 11 et 14 décembre 2021 | 11 et 14 décembre 2021 | 11 et 14 décembre 2021 |  |  | 17 et 21 décembre 2021 | 17 et 21 décembre 2021 | 17 et 21 décembre 2021 | 17 et 21 décembre 2021 |
|  | 1er                  | Tigres UANL          | 4                      | 4                    |              |              | 11 et 14 décembre 2021 | 11 et 14 décembre 2021 | 11 et 14 décembre 2021 | 11 et 14 décembre 2021 |  |  | 17 et 21 décembre 2021 | 17 et 21 décembre 2021 | 17 et 21 décembre 2021 | 17 et 21 décembre 2021 |
|  | 1er                  | Tigres UANL          | 4                      | 4                    |              |              | 11 et 14 décembre 2021 | 11 et 14 décembre 2021 | 11 et 14 décembre 2021 | 11 et 14 décembre 2021 |  |  | 17 et 21 décembre 2021 | 17 et 21 décembre 2021 | 17 et 21 décembre 2021 | 17 et 21 décembre 2021 |
|  | 8e                   | Cruz Azul            | 0                      | 0                    |              |              | 11 et 14 décembre 2021 | 11 et 14 décembre 2021 | 11 et 14 décembre 2021 | 11 et 14 décembre 2021 |  |  | 17 et 21 décembre 2021 | 17 et 21 décembre 2021 | 17 et 21 décembre 2021 | 17 et 21 décembre 2021 |
|  | 8e                   | Cruz Azul            | 0                      | 0                    | Tigres UANL  | Tigres UANL  | 1                      | 4                      |                        |                        |  |  | 17 et 21 décembre 2021 | 17 et 21 décembre 2021 | 17 et 21 décembre 2021 | 17 et 21 décembre 2021 |
|  | 4 et 7 décembre 2021 |                      |                        |                      | Tigres UANL  | Tigres UANL  | 1                      | 4                      |                        |                        |  |  | 17 et 21 décembre 2021 | 17 et 21 décembre 2021 | 17 et 21 décembre 2021 | 17 et 21 décembre 2021 |
|  |                      |                      | Club América           | Club América         | 2            | 0            |                        |                        |                        |                        |  |  | 17 et 21 décembre 2021 | 17 et 21 décembre 2021 | 17 et 21 décembre 2021 | 17 et 21 décembre 2021 |
|  | 4e                   | CD Guadalajara       | Club América           | Club América         | 2            | 0            | 1                      | 0                      |                        |                        |  |  | 17 et 21 décembre 2021 | 17 et 21 décembre 2021 | 17 et 21 décembre 2021 | 17 et 21 décembre 2021 |
|  | 4e                   | CD Guadalajara       | 10 et 14 décembre 2021 |                      |              |              | 1                      | 0                      |                        |                        |  |  | 17 et 21 décembre 2021 | 17 et 21 décembre 2021 | 17 et 21 décembre 2021 | 17 et 21 décembre 2021 |
|  | 5e                   | Club América         | 2                      | 0                    |              |              |                        |                        |                        |                        |  |  | 17 et 21 décembre 2021 | 17 et 21 décembre 2021 | 17 et 21 décembre 2021 | 17 et 21 décembre 2021 |
|  | 5e                   | Club América         | 2                      | 0                    | Tigres UANL  | Tigres UANL  | 2                      | 0 (1)                  |                        |                        |  |  |                        |                        |                        |                        |
|  | 4 et 7 décembre 2021 |                      |                        |                      | Tigres UANL  | Tigres UANL  | 2                      | 0 (1)                  |                        |                        |  |  |                        |                        |                        |                        |
|  |                      |                      | CF Monterrey           | CF Monterrey         | 2            | 0 (3)        |                        |                        |                        |                        |  |  |                        |                        |                        |                        |
|  | 2e                   | CF Monterrey         | CF Monterrey           | CF Monterrey         | 2            | 0 (3)        | 1                      | 1                      |                        |                        |  |  |                        |                        |                        |                        |
|  | 2e                   | CF Monterrey         |                        |                      |              |              |                        |                        |                        |                        |  |  |                        |                        |                        |                        |
|  | 7e                   | Club Tijuana         | 1                      | 1                    |              |              |                        |                        |                        |                        |  |  |                        |                        |                        |                        |
|  | 7e                   | Club Tijuana         | 1                      | 1                    | CF Monterrey | CF Monterrey | 0                      | 2                      |                        |                        |  |  |                        |                        |                        |                        |
|  | 4 et 6 décembre 2021 |                      |                        |                      | CF Monterrey | CF Monterrey | 0                      | 2                      |                        |                        |  |  |                        |                        |                        |                        |
|  |                      |                      | Atlas FC               | Atlas FC             | 1            | 1            |                        |                        |                        |                        |  |  |                        |                        |                        |                        |
|  | 3e                   | Atlas FC             | Atlas FC               | Atlas FC             | 1            | 1            | 2                      | 2                      |                        |                        |  |  |                        |                        |                        |                        |
|  | 3e                   | Atlas FC             |                        |                      |              |              |                        | 2                      |                        |                        |  |  |                        |                        |                        |                        |
|  | 6e                   | Santos Laguna        | 2                      | 1                    |              |              |                        |                        |                        |                        |  |  |                        |                        |                        |                        |
|  | 6e                   | Santos Laguna        | 2                      | 1                    |              |              |                        |                        |                        |                        |  |  |                        |                        |                        |                        |
|  |                      |                      |                        |                      |              |              |                        |                        |                        |                        |  |  |                        |                        |                        |                        |

## Statistiques

### Meilleures buteuses
| Rang | Joueuse                | Club          | Buts | Min. jouées |
| ---- | ---------------------- | ------------- | ---- | ----------- |
| 1.   | Alicia Cervantes (en)  | Guadalajara   | 17   | 1493        |
| 2.   | Renae Cuéllar          | Tijuana       | 15   | 1530        |
| 3.   | Desirée Monsiváis (en) | CF Monterrey  | 14   | 1315        |
| 4.   | Stephany Mayor         | Tigres UANL   | 13   | 1257        |
| 5.   | Alison González        | Atlas FC      | 13   | 1327        |
| 6.   | Katty Martínez (en)    | Tigres UANL   | 12   | 937         |
| 7.   | Daniela Espinosa (en)  | Club América  | 11   | 1359        |
| 8.   | Alexia Vilanueva       | Santos Laguna | 11   | 1446        |
| 9.   | Viridiana Salazar (en) | CF Pachuca    | 9    | 994         |
| 10.  | Diana Evangelista (en) | CF Monterrey  | 9    | 1423        |

Source.
| Rang | Joueuse                | Club         | Buts | Min. jouées |
| ---- | ---------------------- | ------------ | ---- | ----------- |
| 1.   | María Sánchez          | Tigres UANL  | 5    | 301         |
| 2.   | Stephany Mayor         | Tigres UANL  | 3    | 286         |
| 3.   | Alison González        | Atlas FC     | 3    | 315         |
| 4.   | Fabiola Ibarra         | Atlas FC     | 2    | 329         |
| 5.   | Desirée Monsiváis (en) | CF Monterrey | 2    | 350         |
| 6.   | Sarah Luebbert (en)    | Club América | 2    | 360         |

Mise à jour le 15 décembre.